# NorthEast United Football Club 2023-2024
Questa voce raccoglie le informazioni riguardanti il NorthEast United nelle competizioni ufficiali della stagione 2023-2024.

## Maglie e sponsor
| Casa | Trasferta | Terza |

## Organico

### Rosa
| N. |                      | Ruolo | Calciatore             |
| -- | -------------------- | ----- | ---------------------- |
| 1  | India (bandiera)     | P     | Dipesh Chauhan         |
| 2  | India (bandiera)     | D     | Dinesh Singh           |
| 3  | India (bandiera)     | D     | Tondonba Singh         |
| 4  | Spagna (bandiera)    | D     | Míchel Zabaco          |
| 5  | Marocco (bandiera)   | D     | Hamza Regragui         |
| 6  | Marocco (bandiera)   | C     | Mohammed Ali Bemammer  |
| 7  | India (bandiera)     | A     | Rochharzela            |
| 8  | Spagna (bandiera)    | A     | Néstor Albiach         |
| 9  | Australia (bandiera) | A     | Tomi Jurić             |
| 10 | Francia (bandiera)   | C     | Romain Philippoteaux   |
| 11 | India (bandiera)     | A     | Parthib Gogoi          |
| 12 | India (bandiera)     | D     | Asheer Akhtar          |
| 13 | India (bandiera)     | D     | Gaurav Bora            |
| 14 | India (bandiera)     | C     | Pragyan Gogoi          |
| 15 | India (bandiera)     | A     | Macarton Louis Nickson |
| 17 | India (bandiera)     | A     | Gani Nigam             |

| N. |                      | Ruolo | Calciatore            |
| -- | -------------------- | ----- | --------------------- |
| 18 | India (bandiera)     | C     | Jithin MS             |
| 20 | India (bandiera)     | D     | Hira Mondal           |
| 21 | India (bandiera)     | A     | Manvir Singh          |
| 22 | India (bandiera)     | A     | Redeem Tlang          |
| 23 | India (bandiera)     | A     | Bekey Oram            |
| 24 | India (bandiera)     | P     | Gurmeet Singh         |
| 25 | India (bandiera)     | A     | Thoi Singh            |
| 26 | India (bandiera)     | C     | Phalguni Singh        |
| 31 | India (bandiera)     | P     | Khoirom Singh         |
| 32 | India (bandiera)     | P     | Mirshad Michu         |
| 44 | India (bandiera)     | P     | Nikhil Deka           |
| 66 | India (bandiera)     | A     | Fredy Chawngthansanga |
| 71 | Brasile (bandiera)   | A     | Ibson                 |
| 77 | India (bandiera)     | D     | Buanthanglun Samte    |
| 97 | Palestina (bandiera) | D     | Yaser Hamed           |

### Altri giocatori
| N. |                  | Ruolo | Calciatore      |
| -- | ---------------- | ----- | --------------- |
|    | India (bandiera) | D     | Mukul Panwar    |
|    | India (bandiera) | C     | Shajan Franklin |

| N. |                  | Ruolo | Calciatore       |
| -- | ---------------- | ----- | ---------------- |
|    | India (bandiera) | C     | Shighil Nambrath |

### Staff tecnico
- Juan Pedro Benali - Allenatore
- Naushad Moosa - Vice allenatore

## Calciomercato
| Acquisti | Acquisti               | Acquisti         | Acquisti      |
| R.       | Nome                   | da               | Modalità      |
| -------- | ---------------------- | ---------------- | ------------- |
| P        | Nikhil Deka            |                  |               |
| P        | Khoirom Singh          |                  |               |
| P        | Mirshad Michu          |                  |               |
| P        | Dipesh Chauhan         | Bengaluru B      | Definitivo    |
| D        | Jestin George          | Real Kashmir     | Fine prestito |
| D        | Buanthanglun Samte     | TRAU             | Definitivo    |
| D        | Dinesh Singh           | Sreenidi Deccan  | Definitivo    |
| D        | Míchel Zabaco          |                  | Svincolato    |
| D        | Tondonba Singh         |                  |               |
| D        | Gaurav Bora            |                  |               |
| D        | Hira Mondal            |                  |               |
| D        | Asheer Akhtar          | Sreenidi Deccan  | Definitivo    |
| D        | Mukul Panwar           | Chandigarh FA    | Definitivo    |
| D        | Yaser Hamed            |                  | Svincolato    |
| C        | Romain Philippoteaux   |                  |               |
| C        | Phalguni Singh         | Sreenidi Deccan  | Definitivo    |
| C        | Jithin MS              |                  |               |
| C        | Pragyan Gogoi          |                  |               |
| C        | Shighil Nambrath       | Bengaluru B      | Definitivo    |
| C        | Shajan Franklin        | Bengaluru United | Definitivo    |
| C        | Mohammed Ali Bemammer  | Maghreb Fès      | Definitivo    |
| A        | Manvir Singh           | Bengaluru United | Fine prestito |
| A        | Redeem Tlang           |                  | Svincolato    |
| A        | Ibson                  |                  | Svincolato    |
| A        | Rochharzela            |                  |               |
| A        | Parthib Gogoi          |                  |               |
| A        | Dipu Mirdha            |                  |               |
| A        | Gani Nigam             |                  |               |
| A        | Néstor Albiach         |                  | Svincolato    |
| A        | Fredy Chawngthansanga  | Bengaluru B      | Definitivo    |
| A        | Thoi Singh             |                  | Svincolato    |
| A        | Macarton Louis Nickson | Bengaluru United | Definitivo    |
| A        | Bekey Oram             | Bengaluru B      | Definitivo    |

| Cessioni | Cessioni               | Cessioni        | Cessioni      |
| R.       | Nome                   | a               | Modalità      |
| -------- | ---------------------- | --------------- | ------------- |
| P        | Arindam Bhattacharya   |                 | Svincolato    |
| D        | Aaron Evans            |                 | Svincolato    |
| D        | Alex Saji              | Hyderabad       | Fine prestito |
| D        | Alisher Kholmurodov    |                 | Svincolato    |
| D        | Gurjinder Kumar        |                 | Svincolato    |
| D        | Provat Lakra           |                 | Svincolato    |
| D        | Mashoor Shereef        |                 | Svincolato    |
| D        | Joe Zoherliana         |                 | Svincolato    |
| D        | Mohammed Irshad        |                 | Svincolato    |
| D        | Jestin George          |                 | Svincolato    |
| C        | Imran Khan             | Jamshedpur      | Definitivo    |
| C        | Pragyan Medhi          | NorthEast Utd B | Definitivo    |
| C        | Joseba Beitia          |                 | Svincolato    |
| C        | Sehnaj Singh           |                 | Svincolato    |
| C        | Emanuel Lalchhanchuaha |                 | Svincolato    |
| C        | Emil Benny             | Jamshedpur      | Definitivo    |
| C        | Dipu Mirdha            |                 | Svincolato    |
| A        | Kule Mbombo            | Telavi          | Definitivo    |
| A        | Wilmar Jordán Gil      |                 | Svincolato    |
| A        | Laldanmawia Ralte      |                 | Svincolato    |
| A        | Alfred Lalroutsang     | Rajasthan Utd   | Prestito      |

### Mercato invernale
| Acquisti | Acquisti       | Acquisti         | Acquisti   |
| R.       | Nome           | da               | Modalità   |
| -------- | -------------- | ---------------- | ---------- |
| P        | Gurmeet Singh  | Hyderabad        | Definitivo |
| D        | Hamza Regragui | Wydad Casablanca | Definitivo |
| A        | Tomi Jurić     |                  | Svincolato |

| Cessioni | Cessioni      | Cessioni     | Cessioni   |
| R.       | Nome          | a            | Modalità   |
| -------- | ------------- | ------------ | ---------- |
| P        | Khoirom Singh | NEROCA       | Definitivo |
| P        | Nikhil Deka   | Inter Kashi  | Definitivo |
| D        | Yaser Hamed   |              | Svincolato |
| C        | Pragyan Gogoi |              | Svincolato |
| A        | Ibson         | CS Esportiva | Definitivo |

## Risultati

### Indian Super League
| Arbitro: | Nathan S. |

|                   |           |                             |
| Parthib Gogoi 32’ | Marcatori | 26’, 38’ Jorge Pereyra Díaz |

| Arbitro: | Kumar Gupta R. |

|                                                           |           |  |
| Pragyan Gogoi 43’ Phalguni Singh 48’ Asheer Akhtar 90+10’ | Marcatori |  |

| Arbitro: | Purkayastha A. |

|                   |           |                     |
| Melroy Assisi 63’ | Marcatori | 45+1’ Parthib Gogoi |

| Arbitro: | Kundu H. |

|                        |           |                    |
| Danish Farooq Bhat 49’ | Marcatori | 12’ Néstor Albiach |

| Guwahati 26 ottobre 2023, ore 16:30 UTC+5:30 5ª giornata                           | NorthEast Utd | 2 – 1 referto    | Jamshedpur | Indira Gandhi Athletic Stadium |
| \| \| \| \| \| Míchel Zabaco 90+4’ Ibson 90+9’ \| Marcatori \| 18’ Daniel Chima \| |               |                  |            |                                |
|                                                                                    |               |                  |            |                                |
| Míchel Zabaco 90+4’ Ibson 90+9’                                                    | Marcatori     | 18’ Daniel Chima |            |                                |

| Arbitro: | Mohamed J. |

|                    |           |  |
| Diego Maurício 37’ | Marcatori |  |

| Guwahati 26 novembre 2023, ore 15:30 UTC+5:30 7ª giornata                             | NorthEast Utd | 1 – 1 referto            | Bengaluru | Indira Gandhi Athletic Stadium |
| \| \| \| \| \| Aleksandar Jovanović 45+4’ \| Marcatori \| 36’ (Rig.) Sunil Chhetri \| |               |                          |           |                                |
|                                                                                       |               |                          |           |                                |
| Aleksandar Jovanović 45+4’                                                            | Marcatori     | 36’ (Rig.) Sunil Chhetri |           |                                |

| Arbitro: | Purkayastha A. |

|                                                                      |           |  |
| Borja Herrera 14’ Cleiton Silva 24’, 66’ Nandha Kumar Sekar 62’, 82’ | Marcatori |  |

| Arbitro: | Mondal P. |

|                             |           |                      |
| Nim Dorjee Tamang 8’ (A.g.) | Marcatori | 44’ Petteri Pennanen |

| Arbitro: | Kundu H. |

|                   |           |                                                         |
| Phalguni Singh 4’ | Marcatori | 15’ Deepak Tangri 28’ Jason Cummings 71’ Subashish Bose |

| Arbitro: | Kumar Gupta R. |

|                            |           |                           |
| Sivasakthi Narayanan 90+5’ | Marcatori | 86’ (Rig.) Néstor Albiach |

| Arbitro: | Banerjee P. |

|               |           |                     |
| Jithin MS 26’ | Marcatori | 20’ Carlos Martínez |

| Arbitro: | Kumar A. |

|                                       |           |                                          |
| Tomi Jurić 4’, 66’ Néstor Albiach 15’ | Marcatori | 53’ Nandha Kumar Sekar 82’ Felicio Brown |

| Arbitro: | Banerjee P. |

|                |           |                           |
| Imran Khan 34’ | Marcatori | 66’ Mohammed Ali Bemammer |

| Arbitro: | Ramachandra V. |

|                                                                                     |           |                           |
| Liston Colaco 45+1’ Jason Cummings 45+4’ Dimitri Petratos 53’ Sahal Abdul Samad 57’ | Marcatori | 6’ (Rig.), 50’ Tomi Jurić |

| Arbitro: | Banerjee P. |

|                                 |           |                                        |
| Makan Chote 70’ João Victor 76’ | Marcatori | 32’ Parthib Gogoi 51’ (A.g.) Alex Saji |

| Arbitro: | Mohamed J. |

|  |           |                                                |
|  | Marcatori | 69’ (Rig.) Tomi Jurić 80’ (A.g.) Odei Onaindia |

| Arbitro: | Kumar Gupta R. |

|  |           |                              |
|  | Marcatori | 63’ (Rig.) Wilmar Jordán Gil |

| Arbitro: | Venkatesh R. |

|                                                               |           |               |
| Vikram Partap Singh 3’, 10’, 80’ Yoëll van Nieff 45+7’ (Rig.) | Marcatori | 79’ Jithin MS |

| Arbitro: | Kumar Gupta R. |

|                                    |           |  |
| Néstor Albiach 85’ Jithin MS 90+1’ | Marcatori |  |

| Arbitro: | Banerjee P. |

|                                          |           |               |
| Aakash Sangwan 72’ Ankit Mukherjee 90+1’ | Marcatori | 49’ Jithin MS |

| Arbitro: | Kundu H. |

|                                                           |           |  |
| Parthib Gogoi 12’ Néstor Albiach 16’ Phalguni Singh 45+3’ | Marcatori |  |

#### Andamento in campionato
| Giornata  | 1 | 2 | 3 | 4 | 5 | 6 | 7 | 8 | 9 | 10 | 11 | 12 | 13 | 14 | 15 | 16 | 17 | 18 | 19 | 20 | 21 | 22 |
| --------- | - | - | - | - | - | - | - | - | - | -- | -- | -- | -- | -- | -- | -- | -- | -- | -- | -- | -- | -- |
| Luogo     | C | C | T | T | C | T | C | T | C | C  | T  | C  | C  | T  | T  | T  | T  | C  | T  | C  | T  | C  |
| Risultato | P | V | N | N | V | V | N | P | N | P  | N  | N  | V  | N  | P  | N  | V  | P  | P  | V  | P  | V  |
| Posizione | 9 | 7 | 5 | 6 | 5 | 6 | 6 | 7 | 7 | 8  | 8  | 7  | 8  | 6  | 6  | 7  | 6  | 8  | 10 | 7  | 8  | 7  |

Legenda:

Luogo: C = Casa; T = Trasferta. Risultato: V = Vittoria; N = Pareggio; P = Sconfitta.

### Super Cup
| Bhubaneswar 10 gennaio 2024, ore 15:00 UTC+5:30 1ª giornata                           | NorthEast Utd | 1 – 2 referto                    | Jamshedpur | Kalinga Stadium (100 spett.) |
| \| \| \| \| \| Néstor Albiach 17’ \| Marcatori \| 68’ Daniel Chima 88’ Steve Ambri \| |               |                                  |            |                              |
|                                                                                       |               |                                  |            |                              |
| Néstor Albiach 17’                                                                    | Marcatori     | 68’ Daniel Chima 88’ Steve Ambri |            |                              |

| Bhubaneswar 15 gennaio 2024, ore 09:30 UTC+5:30 2ª giornata                         | NorthEast Utd | 2 – 1 referto      | Shillong Lajong | Kalinga Stadium (100 spett.) |
| \| \| \| \| \| Néstor Albiach 59’, 67’ (Rig.) \| Marcatori \| 17’ Douglas Tardin \| |               |                    |                 |                              |
|                                                                                     |               |                    |                 |                              |
| Néstor Albiach 59’, 67’ (Rig.)                                                      | Marcatori     | 17’ Douglas Tardin |                 |                              |

| Bhubaneswar 20 gennaio 2024, ore 15:00 UTC+5:30 3ª giornata                                                                          | Kerala Blasters | 1 – 4 referto                                                             | NorthEast Utd | Kalinga Stadium |
| \| \| \| \| \| Dīmītrīs Diamantakos 70’ \| Marcatori \| 2’ Parthib Gogoi 68’ Mohammed Ali Bemammer 75’ Redeem Tlang 79’ Jithin MS \| |                 |                                                                           |               |                 |
| |                 |                                                                           |               |                 |
| Dīmītrīs Diamantakos 70’ | Marcatori       | 2’ Parthib Gogoi 68’ Mohammed Ali Bemammer 75’ Redeem Tlang 79’ Jithin MS |               |                 |

#### Andamento nel girone
| Giornata  | 1 | 2 | 3 |  |
| --------- | - | - | - |  |
| Luogo     | C | C | T |  |
| Risultato | P | V | V |  |
| Posizione | 3 | 3 | 2 |  |

Legenda:

Luogo: C = Casa; T = Trasferta. Risultato: V = Vittoria; N = Pareggio; P = Sconfitta.

### Durand Cup
| Arbitro: | Senthil Nathan S |

|                                                             |           |  |
| Parthib Gogoi 26’, 65’, 70’ Romain Philippoteaux 35’ (Rig.) | Marcatori |  |

| Guwahati 12 agosto 2023, ore 11:00 UTC+5:30 2ª giornata                                                             | NorthEast Utd | 2 – 2 referto                         | FC Goa | Stadio atletico Indira Gandhi |
| \| \| \| \| \| Manvir Singh 24’ Sandesh Jhingan 52’ (A.g.) \| Marcatori \| 45+4’ Rowllin Borges 80’ Noah Sadaoui \| |               |                                       |        |                               |
| |               |                                       |        |                               |
| Manvir Singh 24’ Sandesh Jhingan 52’ (A.g.)                                                                         | Marcatori     | 45+4’ Rowllin Borges 80’ Noah Sadaoui |        |                               |

| Guwahati 20 agosto 2023, ore 11:00 UTC+5:30 3ª giornata                                                      | NorthEast Utd | 3 – 1 referto    | Downtown Heroes | Stadio atletico Indira Gandhi |
| \| \| \| \| \| Ibson Melo 48’ Romain Philippoteaux 51’ Parthib Gogoi 78’ \| Marcatori \| 9’ Parvaj Bhuiya \| |               |                  |                 |                               |
| |               |                  |                 |                               |
| Ibson Melo 48’ Romain Philippoteaux 51’ Parthib Gogoi 78’                                                    | Marcatori     | 9’ Parvaj Bhuiya |                 |                               |

#### Andamento nel girone
| Giornata  | 1 | 2 | 3 |  |
| --------- | - | - | - |  |
| Luogo     | C | C | C |  |
| Risultato | V | N | V |  |
| Posizione | 1 | 1 | 2 |  |

Legenda:

Luogo: C = Casa; T = Trasferta. Risultato: V = Vittoria; N = Pareggio; P = Sconfitta.

#### Quarti di finale
| Guwahati 24 agosto 2023, ore 14:30 UTC+5:30          | Army Red  | 0 – 1 referto      | NorthEast Utd | Stadio atletico Indira Gandhi |
| \| \| \| \| \| \| Marcatori \| 51’ Phalguni Singh \| |           |                    |               |                               |
|                                                      |           |                    |               |                               |
|                                                      | Marcatori | 51’ Phalguni Singh |               |                               |

#### Semifinale
| Calcutta 29 agosto 2023, ore 12:30 UTC+5:30 | NorthEast Utd        | 2 – 2 referto                                    | East Bengal | Salt Lake Stadium |
| \| \| \| \| \| Míchel Zabaco 22’ Phalguni Singh 57’ \| Marcatori \| 77’ (A.g.) Dinesh Singh 90+7’ Nandha Kumar Sekar \| \| Ibson Gani Gogoi Pragyan \| Tiri di rigore 3 – 5 \| Cleiton Herrera N, Singh Crespo Sekar \| |                      |                                                  |             |                   |
| |                      |                                                  |             |                   |
| Míchel Zabaco 22’ Phalguni Singh 57’ | Marcatori            | 77’ (A.g.) Dinesh Singh 90+7’ Nandha Kumar Sekar |             |                   |
| Ibson Gani Gogoi Pragyan | Tiri di rigore 3 – 5 | Cleiton Herrera N, Singh Crespo Sekar            |             |                   |